# Ptilocercus lowii
Ptilocercus lowii é uma espécie de mamífero arborícola da família Ptilocercidae. É a única espécie do gênero Ptilocercus. Pode ser encontrada no sul da Tailândia, Malásia, Brunei e Indonésia.